# نورد سی‌تی۴۱
نورد سی‌تی۴۱ (به انگلیسی: Nord CT41) یک هواپیمای ساختِ کارخانهٔ نورداویاسیون در کشور فرانسه است. نخستین استفاده‌کنندهٔ این هواپیما نیروی هوایی فرانسه بوده‌است. این هواپیما برای نخستین بار در ۱۹۵۹ میلادی مورد استفاده قرار گرفت.